# Psychopaths
Psychopaths to amerykański film fabularny z 2017 roku, którego reżyserem i scenarzystą jest Mickey Keating. W rolach głównych wystąpili w nim Ashley Bell, James Landry Hébert i Angela Trimbur. W filmie przeplatają się historie kilku morderców, którzy pewnej nocy atakują mieszkańców Los Angeles. Światowa premiera Psychopaths odbyła się 20 kwietnia 2017 podczas Tribeca Film Festival. Ponad pół roku później, 1 grudnia, projekt zyskał dystrybucję kinową na terenie Stanów Zjednoczonych.

## Obsada
- Ashley Bell − Alice
- James Landry Hébert − dusiciel
- Angela Trimbur − Blondie
- Jeremy Gardner − policjant
- Mark Kassen − George
- Ivana Shein − Brenda
- Helen Rogers − Farrah
- Matt Mercer − sanitariusz
- Jeff Daniel Phillips − narrator
- Sam Zimmerman − morderca w masce
- Larry Fessenden − Starkweather

## Opinie
Albert Nowicki (His Name Is Death) pisał: "W Psychopaths pojęcia 'kat'/'ofiara' stosowane są zamiennie: dama w opałach potrafi przeobrazić się w dużego, złego wilka (patrz: postać Angeli Trimbur), a uzbrojonemu bohaterowi tytułowemu przychodzi klęczeć u jej stóp. Film nie jest rozbudowany fabularnie, ale Keating wie, jak mamić bogactwem plastycznym. Wizualnie nęcą w Psychopaths harmonia i szyk. To projekt niskobudżetowy, ale umiejętnie wykorzystujący swój skromny kapitał. Ujrzymy w nim perfekcyjnie wykadrowane ujęcia sponad głowy, precyzję w operowaniu światłem i barwą, a także elegancko skomponowane mastershoty (np. w scenie motelowej)."